# ヴィカレージ・ロード
ヴィカレージ・ロード（Vicarage Road）は、イングランド・ハートフォードシャー州ワトフォードにある球技専用スタジアム。ワトフォードFCがホームスタジアムとして使用している。

## 概要
1922年に建設され、ワトフォードFCがカッシオ・ロードから移転してホームスタジアムとした。1990年代にはウィールドストーンFCとラグビーユニオンのサラセンズが一時的なホームスタジアムとして使用していてが、現在はそれぞれのホームスタジアムでプレーしている。
2002年1月にはクラブの財政難によってスタジアムの所有権を売却したが、翌月に多くのサポーターからの寄付とクラブの熱烈なファンであったエルトン・ジョンのコンサート収益を足し合わせて再びクラブのスタジアムの所有権は戻された。

## 施設概要

### スタンド
- 北スタンド (ヴィカレージ・ロード・スタンド) : 5,796人収容
- 南スタンド (ザ・ルッカリー・スタンド) : 6,960人収容
- 西スタンド (サー・エルトン・ジョン・スタンド) : 3,100人収容
- 東スタンド (ザ・グレアム・テイラー・スタンド) : 5,771人収容

## ギャラリー

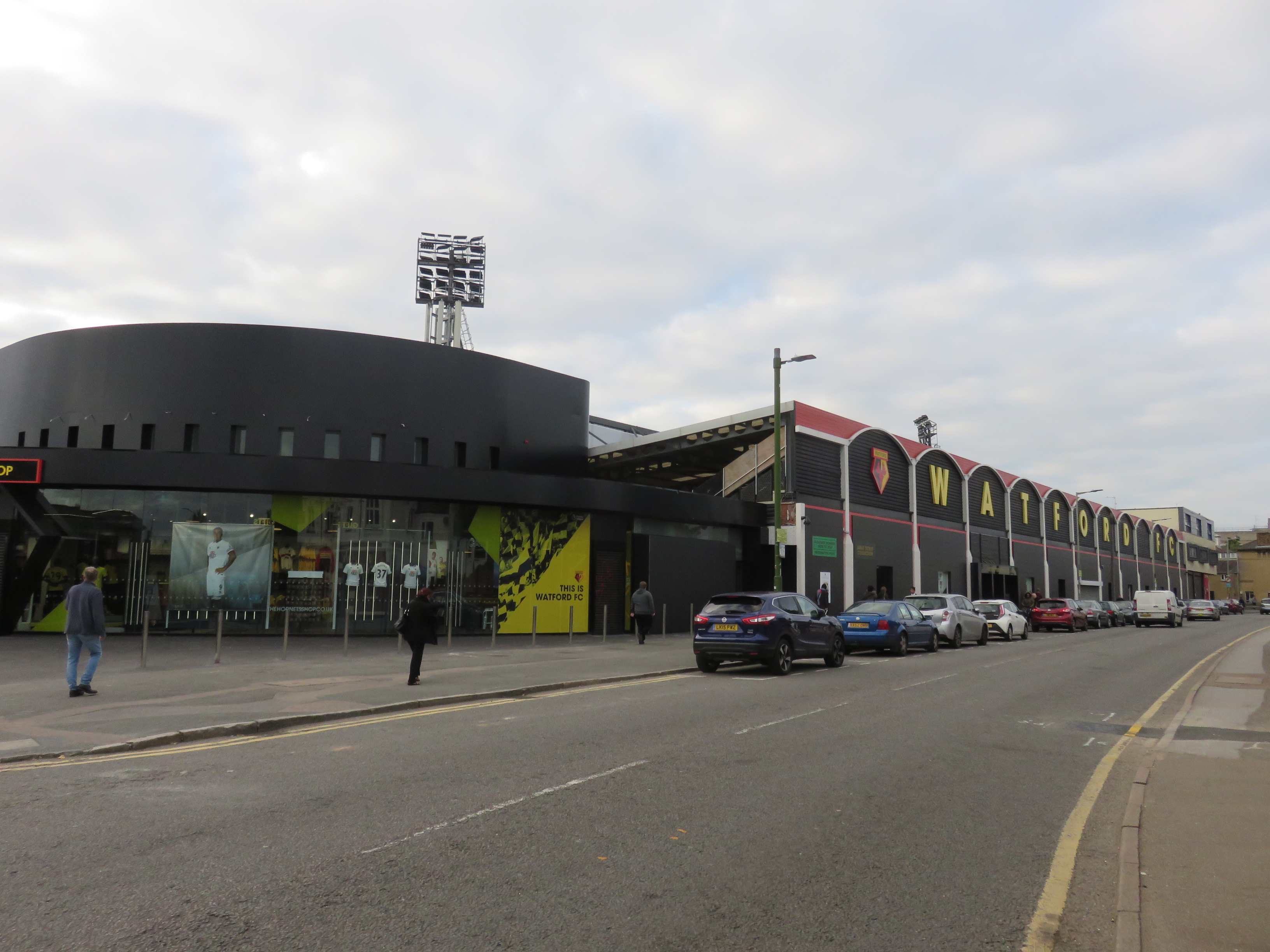
外観
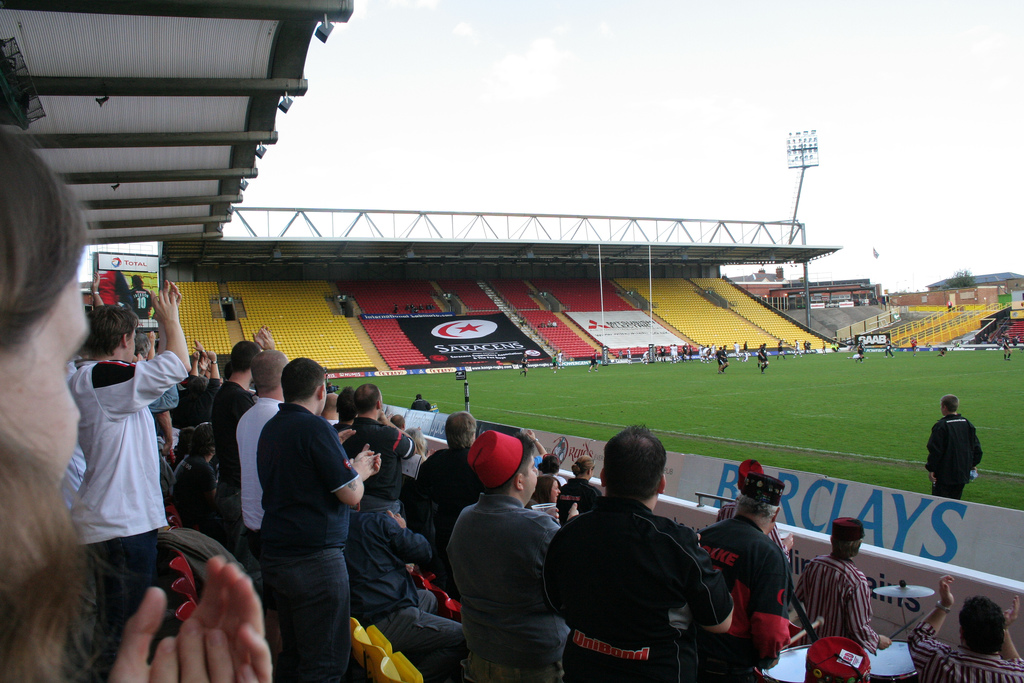
北スタンド
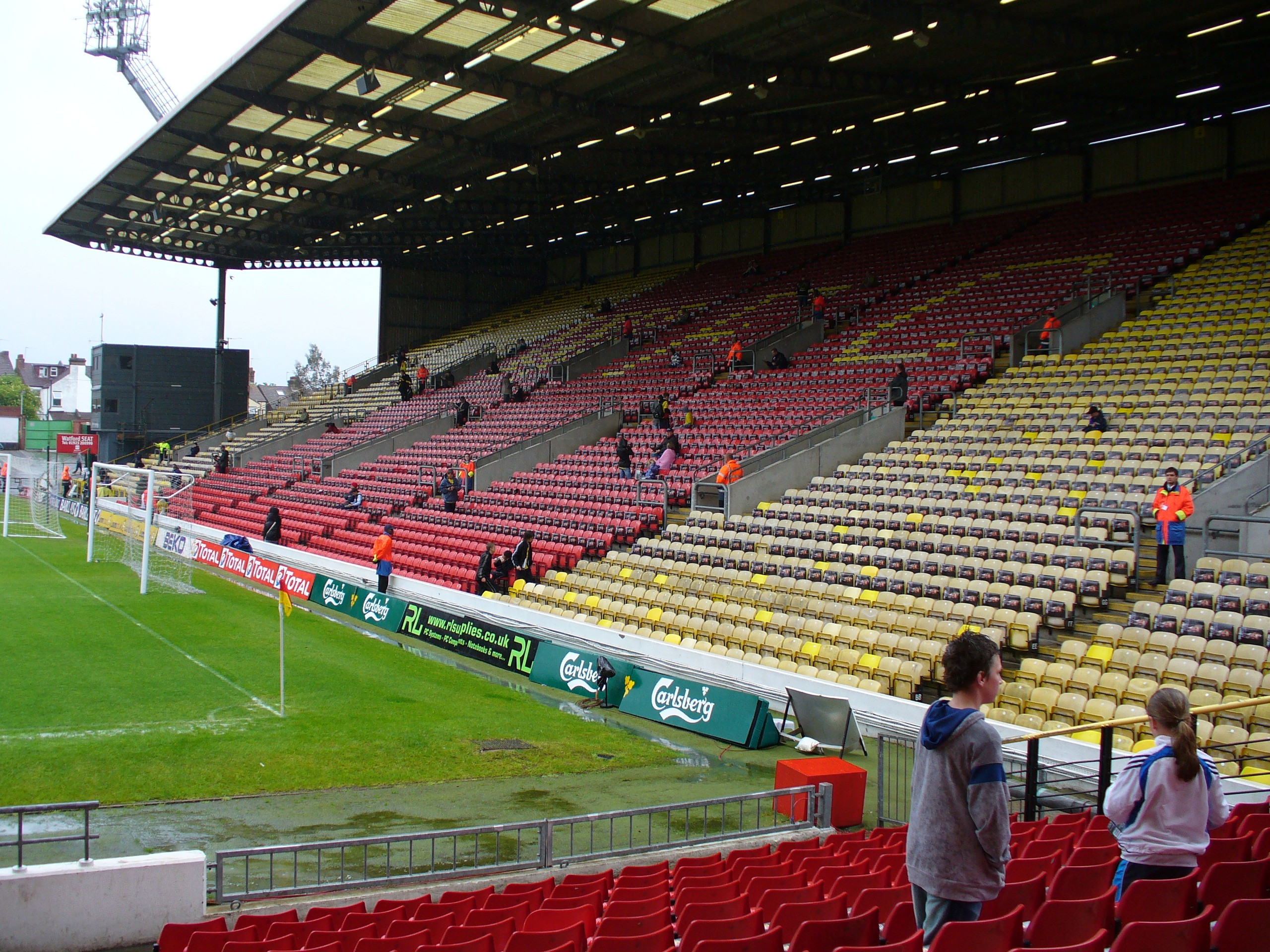
南スタンド
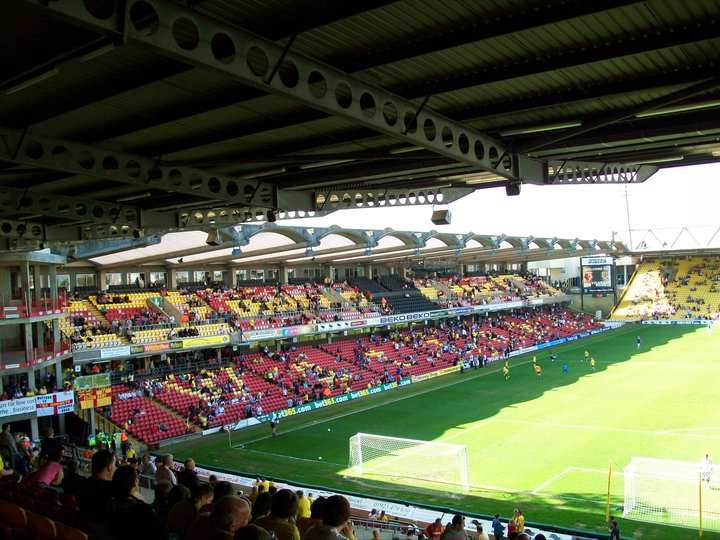
東スタンド
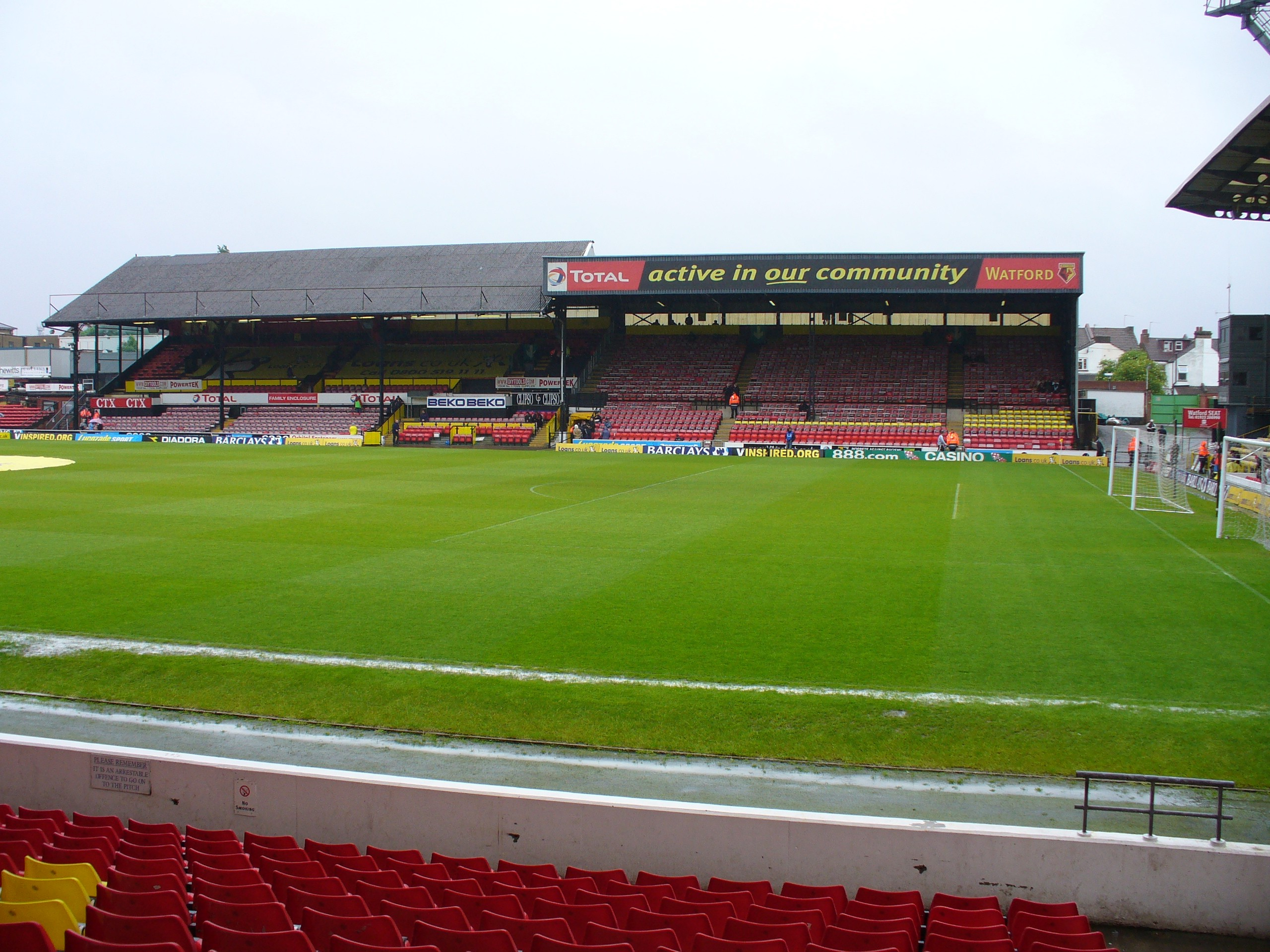
西スタンド